# Jasieniec (roślina)
Jasieniec (Jasione L.) – rodzaj roślin z rodziny dzwonkowatych. Obejmuje 15 gatunków. Występują one głównie w basenie Morza Śródziemnego, w pozostałej części Europy, w południowo-zachodniej Azji i północnej Afryce. W Europie rośnie 9 gatunków z licznymi podgatunkami. W Polsce dziko rośnie tylko jeden gatunek – jasieniec piaskowy J. montana.
Rośliny te rosną zwykle wśród zbiorowisk trawiastych zasiedlając wybrzeża, wydmy, murawy i stepy oraz tereny skaliste.
Niektóre gatunki są uprawiane jako rośliny ozdobne w ogrodach skalnych, zwłaszcza jasieniec piaskowy, kędzierzawy J. crispa i trwały J. laevis. 

## Morfologia

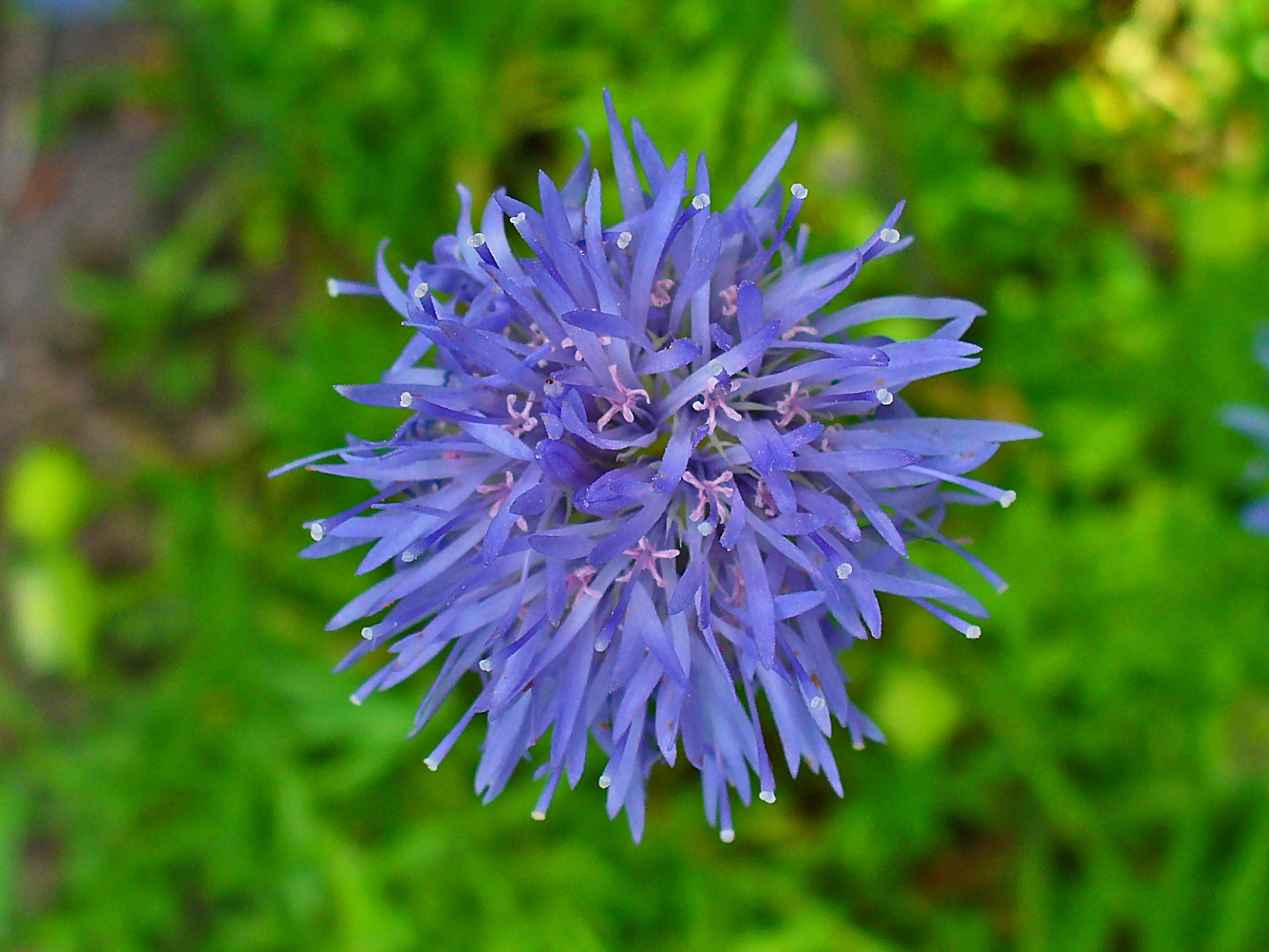
Kwiatostan jasieńca trwałego

PokrójRośliny jednoroczne, dwuletnie oraz byliny zazwyczaj niewielkie, o wysokości 10–20 cm, niektóre jednak gatunki osiągają wysokość do 45 cm lub nawet 80 cm. Często mają pokrój kępkowy ze względu na rozgałęzianie się pędu u nasady.
LiścieSkrętoległe, zwykle skupione w dolnej części pędu.
KwiatyNiebieskie, fioletowe, czerwone lub rzadko białe, zebrane w niewielkie, gęste i kuliste kwiatostany główkowate na szczytach pędów. Kielich składa się z 5 równowąskich działek, bez łatek między nimi. Korona początkowo rurkowata, ale tworzące je 5 płatków w czasie kwitnienia rozdzielają się (często od nasad ku górze) na równowąskie i zaostrzone łatki. Pręcików jest 5. Ich nitki są wolne, nie orzęsione i u nasady lekko rozszerzone. Pylniki zrośnięte są nasadami. Zalążnia jest dolna, dwukomorowa, z licznymi zalążkami. Pojedyncza szyjka słupka zwieńczona jest dwoma krótkimi znamionami.
OwoceNiewielkie torebki z licznymi nasionami, otwierające się dwiema szparami na szczycie.

## Systematyka
Pozycja systematyczna
Rodzaj w obrębie rodziny dzwonkowatych Campanulaceae klasyfikowany jest do podrodziny Campanuloideae.
Wykaz gatunków
- Jasione bulgarica Stoj. & Stef.
- Jasione cavanillesii C.Vicioso
- Jasione corymbosa Poir.
- Jasione crispa (Pourr.) Samp. – jasieniec kędzierzawy[12][10]
- Jasione foliosa Cav.
- Jasione heldreichii Boiss. & Orph. – jasieniec Heldreicha[12]
- Jasione idaea Stoj.
- Jasione laevis Lam. – jasieniec trwały[12], jasieniec gładki[10]
- Jasione maritima (Duby) L.M.Dufour ex Merino
- Jasione montana L. – jasieniec piaskowy[8]
- Jasione orbiculata Griseb. ex Velen.
- Jasione penicillata Boiss.
- Jasione sessiliflora Boiss. & Reut.
- Jasione sphaerocephala Brullo, Marcenò & Pavone
- Jasione supina Sieber ex Spreng.